# أحمد سعد (مغني)
أحمد سعد (20 أغسطس 1981 -)، مغن مصري.

## حياته
ولد أحمد سعد علي سيد قناوي في 20 أغسطس 1981 في القاهرة، نشأ في أسرة فنية، وهو شقيق الممثل عمرو سعد. أصدر أحمد سعد سنة 2003 ألبومه الأول بعنوان «أشكي لمين» تضمّن ثماني أغاني منها أغنية «حبيبي روحي»، «يوم واثنين» و«عزيز عيني». وفي سنة 2007 وبعد سلسلة من الأغاني المنفردة أصدر أحمد سعد ألبومه الثاني بعنوان «وحشتني عيونك»، وتضمن إثنا عشر أغنية منها أغاني «جرحونا»، «كفاية كده»، «كل ليلة» وأغنية «علمني الحب». صوّر أحمد سعد أكثر من عشرين أغنية بطريقة الفيديو كليب وقد ساهم ذلك في شهرته خاصة مع تكرار عرضها على القنوات الغنائية المختصة.
غنى العديد من أغنيات الأعمال الدرامية الشهيرة مثل "سألت نفسي" ؛ "مش باقي مني" ؛ إدعولي في الحرم" ومن أشهر الشعراء الذين تعامل معهم الشاعر جمال بخيت، خاص تجربة التمثيل أكثر من مرة في السينما والتلفزيون كمسلسل «إحنا الطلبة» وفيلم «على وضعك» 
في 31 أكتوبر لعام 2021، أصدرت نقابة الموسيقيين قرارًا بمنع أحمد سعد من الغناء بسبب عدم دفع الغرامة المالية المقررة عليه بسبب مخالفته لقرارها، وتعد هذه هي المرة الثانية لإصدار قرار بوقفه، حيث أوقف من قبل بسبب غناءه مع المطرب الشعبي حسن شاكوش.

## حياته الخاصة
تزوج من الممثلة المصرية ريم البارودي لكنهما أعلنا انفصالهما. كما تزوج من الممثلة المصرية سمية الخشاب لكنهما انفصلا في مارس 2019.

## وصلات خارجية
- أحمد سعد على موقع IMDb (الإنجليزية)
- أحمد سعد على موقع قاعدة بيانات الأفلام العربية
- أحمد سعد على موقع ميوزك برينز (الإنجليزية)
- أحمد سعد على موقع أول ميوزيك (الإنجليزية)
- أحمد سعد على موقع ديسكوغز (الإنجليزية)